# Papanduva
Papanduva – miasto i gmina w Brazylii, w stanie Santa Catarina. Znajduje się w mezoregionie Norte Catarinense i mikroregionie Canoinhas.

## Geografia
Papanduva leży w północnej części płaskowyżu Santa Catarina. 
Obszary wiejskie o powierzchni 727 km² stanowią 90% obszaru geograficznego gminy, a rolnictwo gwarantuje 48% gospodarki Papanduvy.

## Historia
Historia Papanduva rozpoczęła się w połowie XVIII wieku, kiedy dotarli pierwsi wędrowcy i nazwali to miejsce.
Około 1828 roku pierwsi mieszkańcy, pochodzący z Parany, osiedlili się w gminie, zajmując się hodowlą zwierząt gospodarskich, rolnictwem na własne potrzeby i uprawą yerba mate.
Właściwa masowa kolonizacja rozpoczęła się około 1880 roku wraz z imigrantami z Polski, głównie Małopolski, wśród których byli katolicy a później grekokatolicy. W połowie XX w. w gminie osiedliła się grupa Japończyków.
Terytorium tej gminy należało do gminy Canoinhas, z której utworzono dzisiejszą gminę Papanduva 11 kwietnia 1954 r.